# Iridate de lithium
L'iridate de lithium est un composé inorganique de formule Li2IrO3. Il forme trois structures cristallines sombres, α, β et γ. L'iridate de lithium est caractérisé par une conductivité électrique relativement élevée et peu dépendante de la température, comme pour les métaux, et possède une température de Néel de 15 K.

## Structure
Li2IrO3 cristallise principalement dans les phases α ou β, bien qu'une phase γ ait été identifiée. α-Li2IrO3 est constitué d'un empilement de couches hexagonales d'atomes Li et d'octaèdres ayant pour sommets IrO6 et contenant un atome Li en leur centre. Les cristaux de Li2IrO3 présentent généralement de nombreuses macles, la plus commune s'apparentant à une rotation des plans ab des cristaux de 120° autour de l'axe c.

## Synthèse

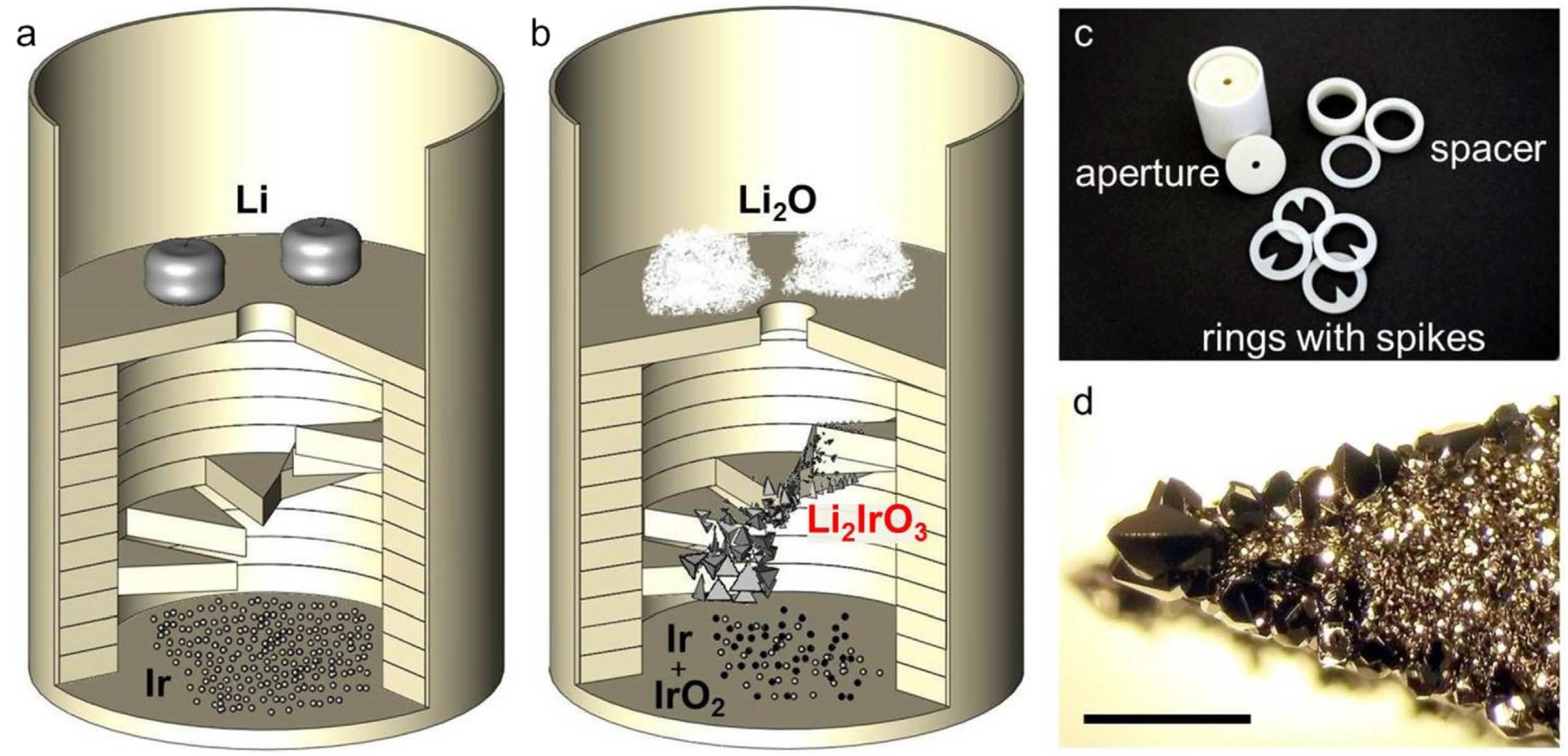
Synthèse de Li_{2}IrO_{3} à partir de lithium et d'iridium métalliques, oxydés lors de la montée en température. La structure spiralée de la chambre agit comme un site de nucléation tout en limitant l'interpénétration des cristaux formés.

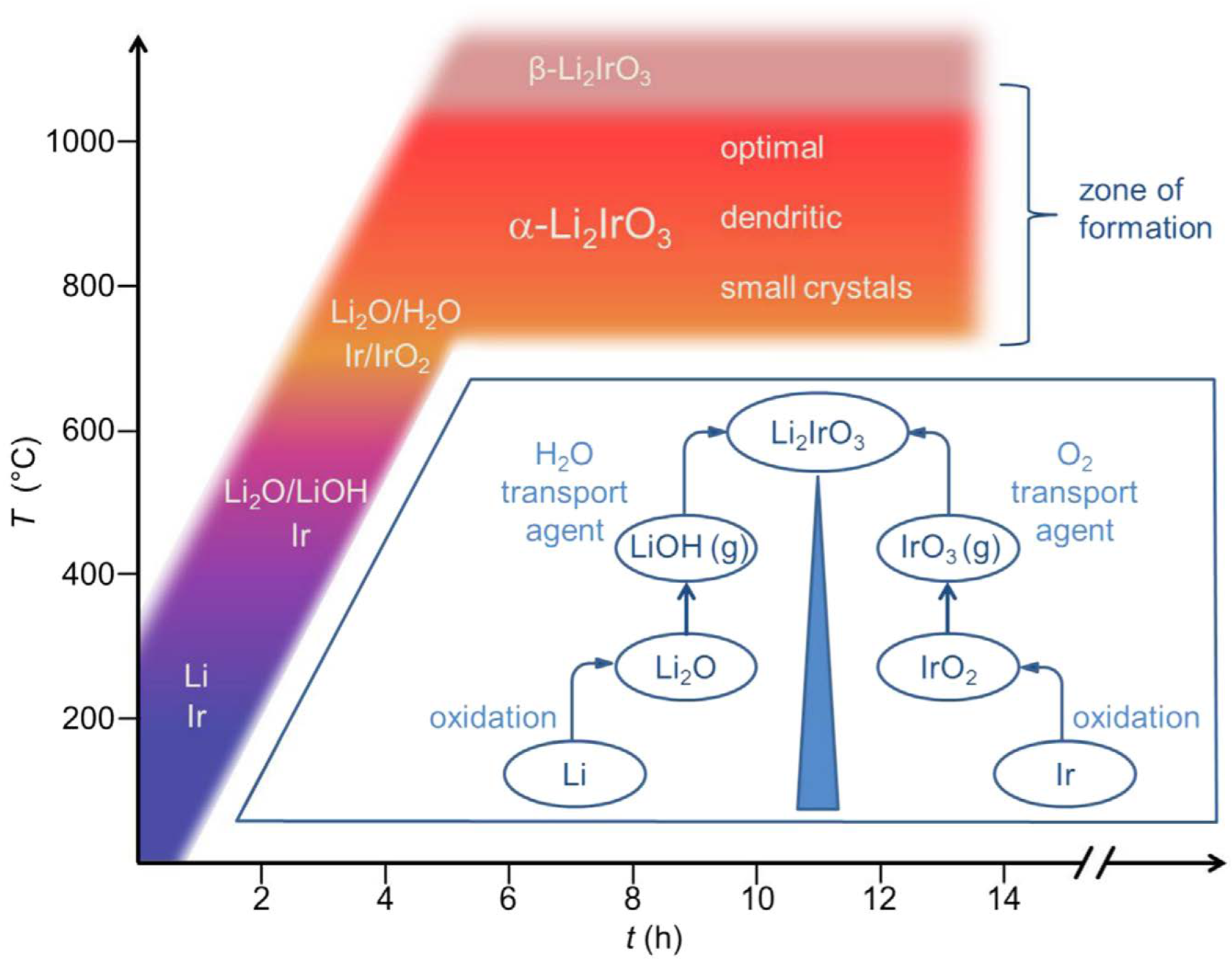
Formation de Li_{2}IrO_{3}.

Des cristaux de Li2IrO3 peuvent être produits par chauffage de poudre d'iridium et de pastilles de lithium en présence d'air. La phase α est formée entre 750 et 1 050 °C, la phase β étant formée compétitivement au-delà. L'utilisation de lithium métallique plutôt que de carbonate de lithium aboutit à des cristaux de plus grande dimension. La phase γ peut être obtenue par calcination de carbonate de lithium et d'oxyde d'iridium(IV) et un recuit du matériau résultant dans de l'hydroxyde de lithium en fusion entre 700 et 800 °C.

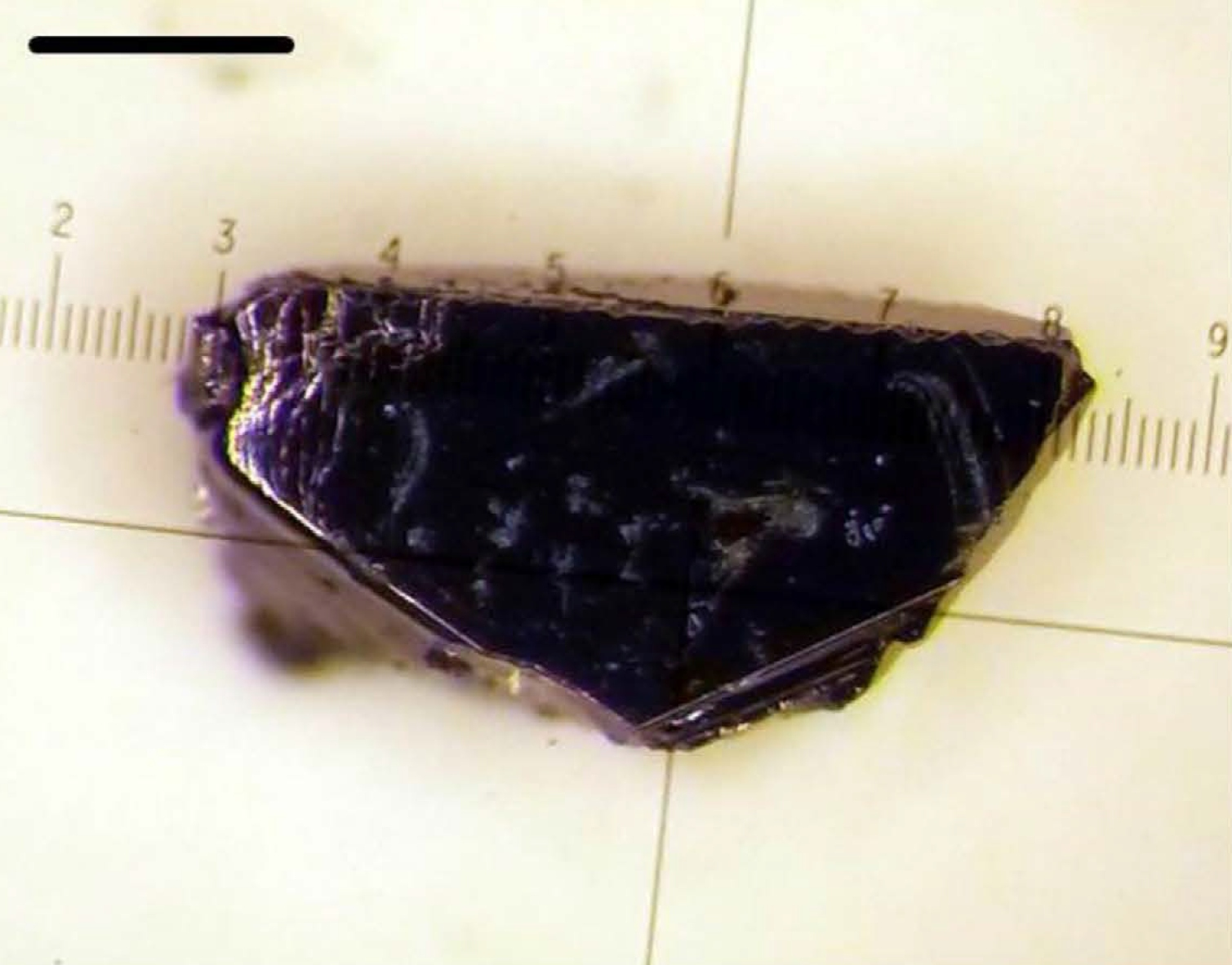
Un cristal d'α-Li2IrO3 (échelle de 0,3 mm).
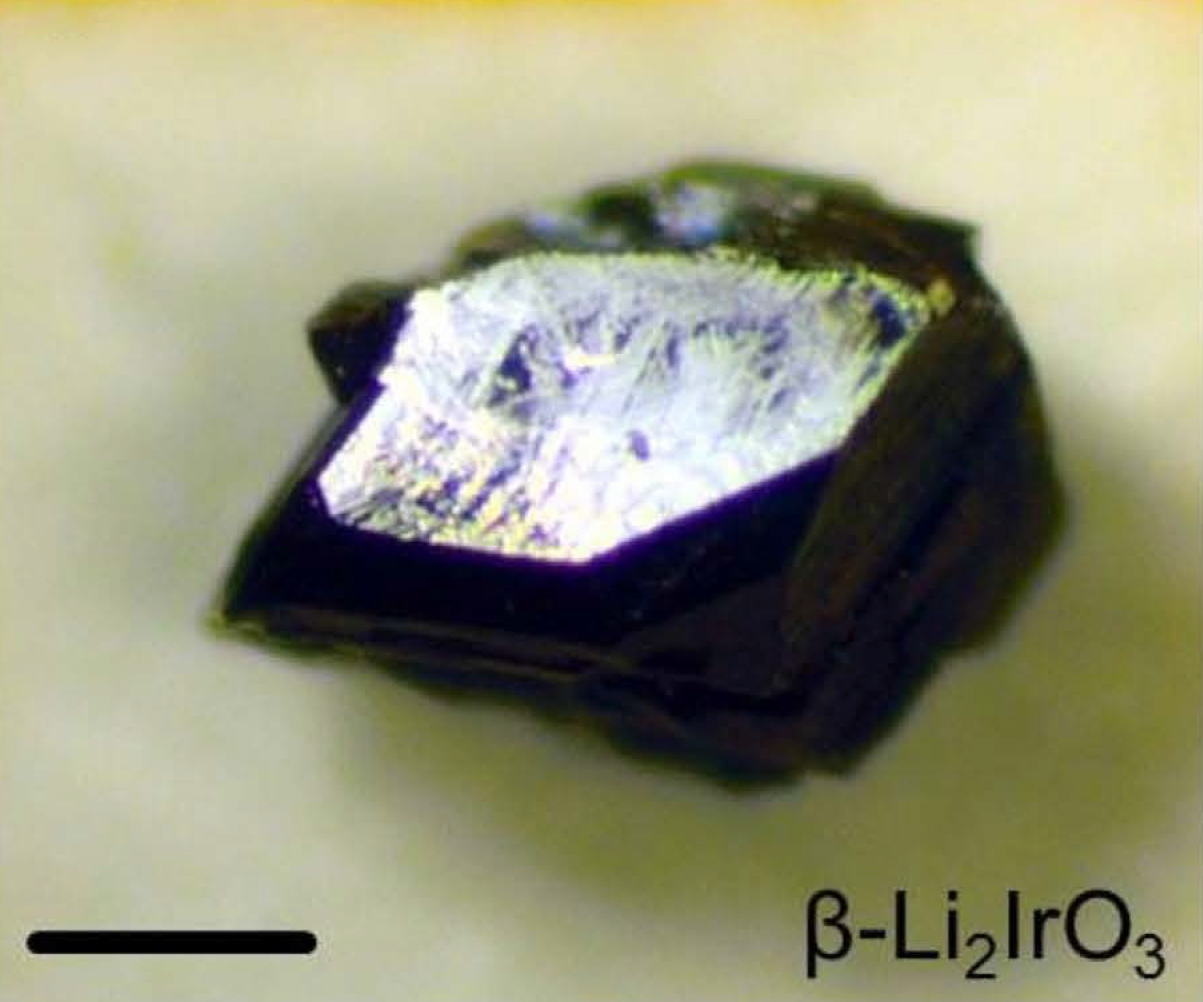
Un cristal de β-Li2IrO3 (échelle de 0,2 mm).

## Propriétés
L'iridate de lithium possède une couleur noire, une conductivité électrique relativement haute et peu dépendante de la température caractéristique des métaux et une température de Néel de 15 K.

## Applications
L'iridate de lithium est envisagé comme matériau d'électrode pour les accumulateurs lithium-ion. Les coûts élevés du matériau comparativement à Li2MnO3 dus à la présence d'iridium freinent néanmoins à cette application.